# Каменка (Новолялинский городской округ)
Каменка — посёлок в Новолялинском городском округе Свердловской области России.

## Географическое положение
Посёлок Каменка расположен в труднодоступной гористой, таёжной местности среди покрытых лесом гор Северного Урала в 62 километрах (по автотрассе в 82 километрах) к северо-западу от города Новая Ляля, по обоим берегам реки Ёлва (правого притока реки Лобва). В посёлке имеется пруд.

## Население
| 2002 | 2010 | 2021 |
| ---- | ---- | ---- |
| 155  | ↘103 | ↘35  |

## Инфраструктура
Посёлок имеет автобусное сообщение с районным центром – городом Новая Ляля.
В посёлке работает магазин смешанных товаров.

## Промышленность
- КФХ Т. В. Смагиной.